# نورمن بیسته
نورمن بیسته (انگلیسی: Norman Bassette؛ زادهٔ ۹ نوامبر ۲۰۰۴) بازیکن فوتبال اهل بلژیک است که در حال حاضر برای باشگاه فوتبال کان بازی می‌کند.
وی همچنین در تیم‌های ملی فوتبال زیر ۱۸ و زیر ۱۹ سال بلژیک بازی کرده است.

## شیوه بازی
نورمن بیسته عمدتاً به عنوان یک مهاجم مرکزی بازی می‌کند، و به زودی ثابت کرد که یک گلزن بسیار پرکار در تیم‌های جوانان باشگاه فوتبال کان است، جایی که او را با هم تیمی جوانش آندریاس هونتونجی مقایسه می‌کنند.